# Anselm Umoren
Anselm Umoren MSP (Ukana Nto, Akwa Ibom, 14 de abril de 1962) é um ministro católico nigeriano e bispo auxiliar de Abuja.
Anselm Umoren frequentou o Seminário Menor Rainha dos Apóstolos em Afaha Obong. Ele então se juntou à Sociedade Missionária de São Paulo da Nigéria. Umoren estudou filosofia e teologia católica no Seminário Missionário Nacional de São Paulo em Gwagwalada. Em 18 de junho de 1988 recebeu o Sacramento da Ordem.
Umoren trabalhou pela primeira vez como missionário em Kissi Bendu em Serra Leoa (1989-1991) e como coordenador do programa de ajuda aos refugiados da diocese de Kenema em Guéckédou (1991-1992), antes de se tornar treinador e economista em sua casa de formação religiosa em Iperú em 1992. De 1995 a 2001 trabalhou como vigário paroquial da paróquia de São João Bosco na diocese de Buéa em Camarões. Ele também foi membro do Conselho Geral da Sociedade Missionária de São Paulo da Nigéria de 1995 a 2003. Após mais estudos, Anselm Umoren obteve um mestrado em estudos de desenvolvimento do Kimmage Development Studies Center e um mestrado em estudos internacionais de paz da Irish School of Ecumenics em Dublin em 2005. Umoren então trabalhou como missionário na Diocese de Torit no Sudão do Sul. Em 2008 Anselm Umoren tornou-se Superior Geral da Sociedade Missionária de São Paulo da Nigéria.
Papa Bento XVI nomeou-o em 8 de novembro de 2011 bispo auxiliar em Abuja e bispo titular de Scampa. O Arcebispo de Abuja, John Onaiyekan, o consagrou em 2 de fevereiro de 2012; Os co-consagradores foram Anthony Ademu Adaji MSP, Bispo de Idah, e Joseph Edra Ukpo, Arcebispo de Calabar. Seu lema Todas as coisas no amor (“Tudo no amor”) vem de 1 Cor 16:14 EU. Na Conferência Episcopal da Nigéria, Anselm Umoren é responsável pelas peregrinações, sínodos e congressos.